# Женско друштво у Краљеву
Женско друштво у Краљеву била је подружина Женског друштва основана у Краљеву 1878. године. Ова подружина Женског друштва радила је, уз мање прекиде, све до Другог светског рата. Најзначајнији циљ рада ове подружине је било организовање наставе у Раденичкој школи, прикупљање средстава за њен рад и брига о сиромашним девојчицама које су похађале ову школу.

## Подружина Женског друштва у Краљеву пре Првог светског рата
Женско друштво је основано 1875. године и радило је све до 1942. године. Било је не само најстарије удружење које је окупљало искључиво српске жене, већ и једно од најстаријих хуманитарних удружења у Србији. Како је циљ Женског друштва био рад на образовању и описмењавању жена у Србији, Друштво је помагало Раденичку школу (око 20.000 најсиромашнијих девојчица је стекло образовање у овој школи), покренуло часопис Домаћица (први женски лист у Србији), помагало болесне старице збринуте у Дому за старице и финансирало исхрану ђака у Ђачкој трпези. Друштво је имало и Пазар, на ком су продавани ручни радови жена из целе Србије. Женско друштво је било под покровитељством краљице Наталије Обреновић, а за свој рад је добило преко 500 медаља и ордења.
Подружина у Карановцу (данашњем Краљеву) основана је 12. фебруара 1878. године. Председница подружине је била Јелисавета Марјановић, а деловоткиња Антонија Ковач. За свега годину дана постојања, Подружина је успела да организује две јавне беседе са прикупљањем средстава за свој рад, као и да пошаље прилог управи Женског друштва за Завод за српску сирочад. Подружина је престала са радом у марту 1879. године, о чему је председница известила управу Женског друштва. Разлог за овако брзо гашење Подружине је била смрт Антоније Ковач 5. јануара 1879. године, као и смрт једногодишњег сина Јелисавете Марјановић месец дана раније.
Краљевачка подружина Женског друштва је обновила свој рад 1890. године, на иницијативу Драге Убавкић, учитељице Женске школе у Краљеву. Приликом оснивања подружина је бројала 45 чланица. Подружина је убрзо дошла под покровитељство краљице Наталије Обреновић, а поред ње Подружину је новчано помагао и трговац Јован Сарић. Раденичка школа је била отворена 20. октобра 1892. године, а Јован Сарић је школи уступио новоизграђену кућу. Школу је помагала и Општина са 500 динара годишње. Ученице које су биле из сиромашних породица, а постизале су одличан успех у школи, награђиване су шиваћим машинама. Посебан нагласак стављан је на наставу ручног рада и поуке за домаћице, који су били обухваћени радом одељења за шивење рубља и одељења за хаљине. Поред стручних предмета, које су предавале учитељице које је Подружина плаћала, у школи су постојали и неки општи предмети, које су без надокнаде предавале учитељице чланице Подружине. Опште предмете су предавали и учитељи и свештеници, који су помагали рад Подружине, али и окружни лекари који су се бринули о здрављу ученица. Учитељице у Раденичкој школи нису имале право на пензију, а у случају болести морале су саме да плаћају замене, због чега су оне биле у тежем положају од својих колегница у другим школама.
Иако краљевачка подружина није окупљала велики број чланица, то није била препрека за њен успешни рад. Међутим, већ 1893. године, годину дана након отварања школе, дошло је до сукоба међу чланицама. Те године је на Главном скупу била изабрана управа на челу са председницом Драгом Љ. Новаковић, али је након протеста дела чланица била изабрана нова управа на челу са председницом Јегдом Манојловић. Сукоби унутар Подружине су били последица политичких промена и сукоба у којима су учестовали мужеви чланица, али и личних сукоба и повређених сујета. Током деведесетих година 19. века чланице су се највише ангажовале око проналаска учитељица и обезбеђивања несметаног рада Раденичке школе. Чланице су дежурале током испита на крају школске године, надзирале су рад учитељица и организовале разне забаве, игранке, беседе и позоришне представе на које је позивано читаво Краљево како би се прикупила средства неопходна за рад Подружине и Раденичке школе. Новогодишње забаве у хотелу Париз које је Подружина организовала постале су препознатљив друштвени догађај. Такође, чланице Подружине су често позиване да организују и друге сличне догађаје. Просторије школе су такође издаване у закуп у време празника и распуста како би се могла прикупити додатна средства. Међутим, велики проблем је било то што су приватна лица нудила обуку по мањој цени од Раденичке школе, због чега је школа губила ученице. Због тога је Подружина тражила од Општине да забрани приватним лицима да нуде обуке.
Када је након женидбе краља Александра Обреновића стигао захтев да краљица Драга постане нова покровитељица Подружине, краљевачка подружина је прекинула све везе са Женским друштвом у Београду, незадовољна због ускраћивања покровитељства краљице Наталије. Слично су поступиле и подружине у другим градовима. Подружина у Краљеву се не помиње у Домаћици за 1901. годину, нити је штампан извештај Подружине за претходну 1900. годину. Међутим, 1902. године објављен је Годишњи извештај о раду Подружине током 1901. године, па се може претпоставити да је сукоб био превазиђен. Нови проблеми дошли су крајем 1901. године, када се Раденичка школа ове подружине, као и све остале, нашла су се у тешком финансијском положају, јер по новом Закону о општинском буџету, општине више нису могле да издвајају средства за помоћ овим школама. Због тога су чланице Подружине писале министру народне привреде не би ли добиле неку државну помоћ и успеле да одрже школу. Ипак, Општина је и даље помагала школу на друге начине, на пример набављањем дрва за огрев. Краљевачка подружина је 1911. године сакупила и довољно средстава да подигне сопствену зграду.
Током прве деценије 20. века број чланица Подружине је порастао на 79. Године 1906. је Раденичка школа морала да, поред учитељице, запошљава и помоћницу јер је број ученица знатно порастао. Према извештају који је управа послала, у Раденичкој школи се од њеног оснивања до 1909. године школовало укупно 118 ученица. Број ученица 1909. је био 52, од којих је 29 плаћало школарину. Међу најактивнијим чланицама Подружине тих година истицале су се Цаја Веснић, дугогодишња касирка, потом накратко и председница, Илинка Илић, Софија Каровић, управна чланица и благајник, Драга Крстић, Драга Луковић, Перса Тошић и Рајка Радовановић, дугогодишње управне чланице, Јегда Манојловић, председница, потпредседница и касирка, Ранђија Сарајевчић, потпредседница и председница Подружине, Драга Станић, дугогодишња потпредседница, и Зорка Швапчић, потпредседница и председница. Године 1912. краљевачка подружина је има чак 212 чланица. Током Балканских ратова и Првог светског рата чланице Подружине су отварале радионице и радиле у резервним болницама. Међутим, током аустроугарске окупације Краљева инвентар раденичке школе је разнесен, а архива Подружине је нестала.

## Међуратни период
Обнова рада Подружине у Краљеву након Првог светског рата изведена је уз помоћ америчке мисије Црвеног крста. Међутим, Подружина није могла у потпуности да обнови свој рад све до краја 1919. и почетка 1920. године. Чланице Подружине су у првим послератним годинама углавном бринуле о ратним инвалидима и ратној сирочади, као и о оболелима током епидемије шпанске грознице. Школовање сиромашних девојчица је остао главни задатак Подружине, па је поново основана школа, која је по закону из 1920. године носила назив Женска занатска школа. Зграда Подружине је била дограђена како би се обезбедио адекватан простор за школу. Школа је почела са радом 1. августа 1919. године, а од америчке мисије и Маријете Вилсон добила је осам шиваћих машина. Подружина је добијала и помоћ од државе како би се настава могла одвијати несметано. У овом периоду чланице Подружине нису више имале право да саме бирају учитељице стручних предмета, већ је то чинило Министарство трговине и индустрије. У периоду од 1920. до 1925. године школу је похађало и завршило 109 ученица. Међутим, 1927. године ове школе су изузете из надлежности Женског друштва и стављене су под надзор Министарства, што је изазивало велику забринутост код чланица Подружине јер су сада изгубиле велики део прихода који су добијале од школарине и продаје готових производа које су израђивале ученице школе.
Подружина у Краљеву је 1930. године имала 136 редовних и 26 управних чланица. Поред великог трошка око подизања новог спрата на згради Женске занатске школе, Подружина је имала и проблем око исплате хонорара наставницима општих предмета. Њих је првобитно плаћала Управа Бановине, али је она 1932. то престала да чини. Почетком 1935. године постојала је иницијатива да Женска занатска школа постане у потпуности бановска школа, али је краљевачка подружина то одбила, поступивши по инструкцијама Београдске женске подружине. Упркос све већим трошковима око Женске занатске школе, краљевачка подружина је успевала да новчано помаже рад других подружина, али и да помогне својим прилогом изградњу споменика изгинулим ратницима у Краљеву. Краљевачка подружина је новчано помагала и рад Црвеног крста, пострадале у поплавама и најсиромашније становнике Краљева. Школа Подружине у Краљеву је до 1939. године имала 4 одељења са 5 учитељица и преко 100 ученица. Подружина је морала да обустави свој рад након почетка Другог светског рата у Југославији, а након 1945. године, попут других грађанских удружења, није могла да обнови своје активности.